# Andreas Eiynck

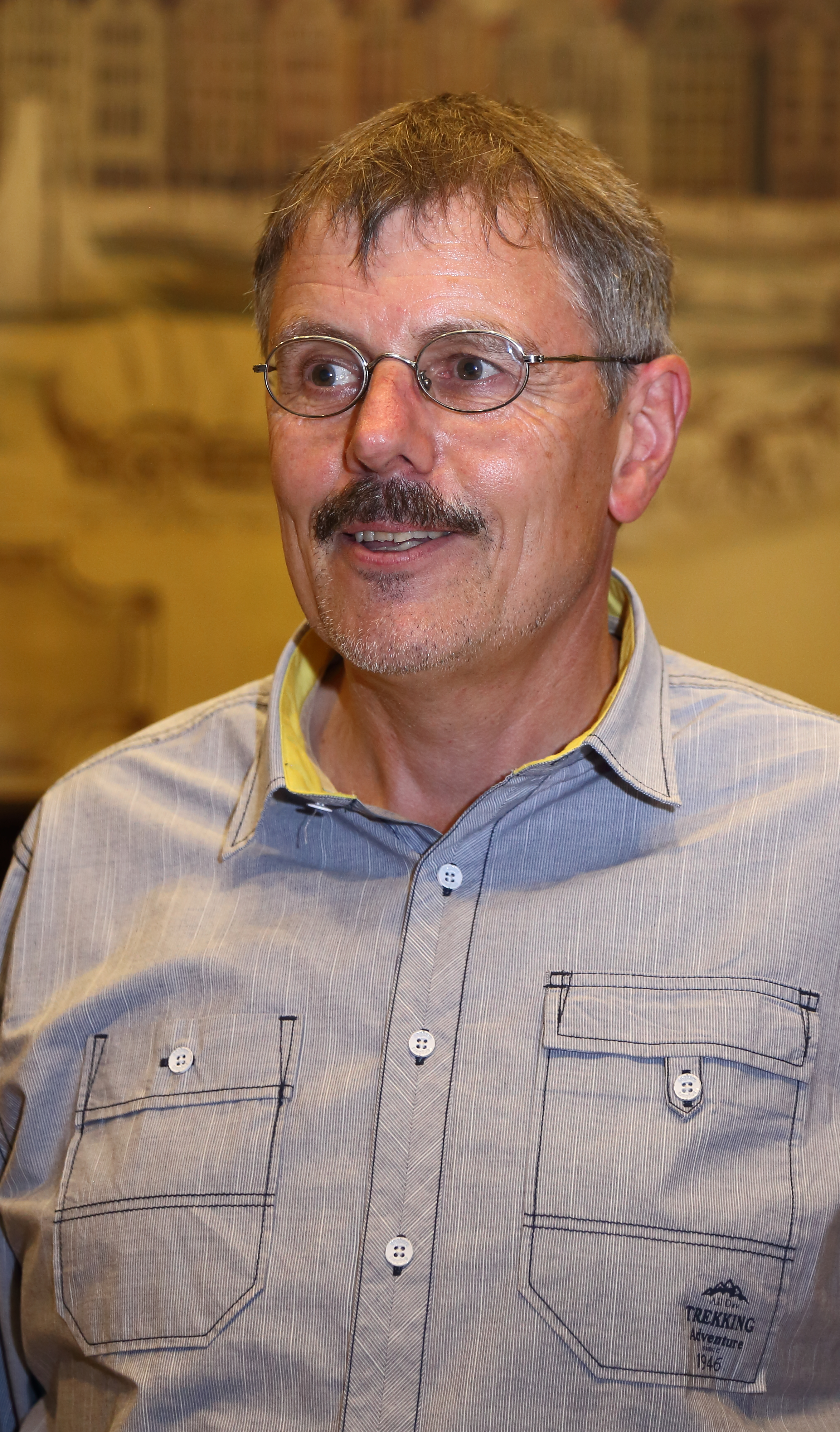
Andreas Eiynck (2014)

Andreas Eiynck (* 1961 in Coesfeld) ist ein deutscher Ethnologe, Landeshistoriker und Sachbuchautor. Er ist ein Spezialist für die Geschichte des ländlichen Bauens im Münsterland und im Emsland. Von 1988 bis 2024 war er Leiter des Emslandmuseums in Lingen (Ems).

## Leben
Nach dem Abitur am Gymnasium Nepomucenum in seiner Heimatstadt Coesfeld absolvierte Andreas Eiynck an der Westfälischen Wilhelms-Universität Münster ein Studium der Europäischen Ethnologie. Im Westmünsterland erlangte er ab Mitte der 1980er Jahre durch verschiedene volks- und hauskundlichen Studien vor allem zum ländlichen Bauen Bekanntheit. Für die Schriftenreihe Damals bei uns in Westfalen verfasste er 1987 den Band über Bauen und Wohnen im alten Fachwerk auf dem Lande. Seine Dissertation 1n der Universität Münster zum Thema Dissertationsschrift „Häuser, Speicher, Gaden. Städtische Bauweisen und Wohnformen in Steinfurt und im nordwestlichen Münsterland vor 1650“ von 1988 wurde 1991 veröffentlicht.
Nach einer Tätigkeit an der Universität Münster übernahm Andreas Eiynck 1988 die Leitung und Neugestaltung des Emslandmuseums in Lingen. 2024 trat er in den Ruhestand.
Neben zahlreichen Beiträgen für wissenschaftliche Fachpublikationen ist Andreas Eiynck einem breiteren Publikum nicht zuletzt durch mehrere Bücher und Bildbände zur Geschichte des Münsterlandes, des Emslandes und Lingens bekannt geworden. Mehrfach arbeitete er dabei mit dem Lingener Fotografen Richard Heskamp zusammen. 2011 legte er den gemeinsam mit Niklas Hertwig erarbeiteten Bildband Bauernhöfe in Nordwestdeutschland. Eine kulturhistorische Hofreise durch die Region Weser-Ems vor.
Andreas Eiynck ist Mitglied in verschiedenen wissenschaftlichen Gremien im Bereich der Geschichte und Landeskunde. Er ist stellvertretender Leiter der LWL-Kommission Alltagskulturforschung für Westfalen und Leiter des Fachbereichs Museen und Ausstellungen der Emsländischen Landschaft. 2024 wurde er als Vorsitzender in das Vorstandsteam des Kreisheimatbundes Steinfurt gewählt. Zu Themen seiner wissenschaftlichen Arbeitsschwerpunkte hält er regelmäßig Vorträge.

## Schriften (Auswahl)
- als Mitverfasser: Ländliches Bauen im Westmünsterland. Ein Beitrag zur Hausforschung und Denkmalpflege. Heft 27 der Reihe Heimat- und Altertumsverein der Vredener Lande: Beiträge des Heimatvereins Vreden zur Landes- und Volkskunde. Heimatverein Vreden, Vreden 1984.
- als Bearbeiter/Verfasser: Damals bei uns in Westfalen. Band 2: Alles unter Dach und Fach – Bauen und Wohnen in altem Fachwerk auf dem Lande. 2. Auflage. Edition Güth im Landwirtschaftsverlag, Münster-Hiltrup 1990 (4. Auflage ebenda 1998, ISBN 3-7843-2774-5).
- als Mitverfasser: Bauernhäuser im Klassizismus, Historismus, Jugendstil. Quellen und Materialien zum ländlichen Hausbau des Westmünsterlandes im Industriezeitalter. Heft 39 der Reihe Heimat- und Altertumsverein der Vredener Lande: Beiträge des Heimatvereins Vreden zur Landes- und Volkskunde. Heimatverein Vreden, Vreden 1990, ISBN 3-926627-07-7.
- Häuser, Speicher, Gaden. Städtische Bauweisen und Wohnformen in Steinfurt und im nordwestlichen Münsterland vor 1650. Dissertationsschrift, Westfälische Wilhelms-Universität Münster. Im Druck als Band 19 der Reihe Denkmalpflege und Forschung in Westfalen. Habelt, Bonn, 1991, ISBN 3-7749-2432-5.
- als Mitverfasser: Landschaften im Emsland: Freren, Lengerich, Spelle. Emsländischer Heimatbund, Sögel 1994, ISBN 3-88077-076-X.
- Das Hochwasser 1946 im Emsland. Berichte, Bilder, Erinnerungen. Emsländischer Heimatbund, Sögel 1997, ISBN 3-88077-131-6.
- Lingen. Stadt an der Ems. In Die Reihe Archivbilder. Sutton, Erfurt 2001, ISBN 3-89702-385-7.
- Lingen. Stadt und Altkreis. In Die Reihe Archivbilder. Sutton, Erfurt 2002, ISBN 3-89702-488-8.
- als Mitverfasser: Dörfer im Wandel. Ländliches Bauen und Wohnen im Emsland. Band 18 der Reihe Emsland – Raum im Nordwesten. Emsländischer Heimatbund, Sögel 2002, ISBN 3-88077-086-7.
- als Mitverfasser: Museen im Emsland. Band 20 der Reihe Emsland – Raum im Nordwesten. Emsländischer Heimatbund, Sögel 2004, ISBN 3-88077-088-3.
- zusammen mit Richard Heskamp: Lingen. Gesichter einer Stadt. Media Factory, Lingen (Ems) 2004, ISBN 3-9809898-0-1.
- Markt 20 – Ein Haus erzählt Geschichte(n). Von altem Fachwerk, Lingener Bürgern und von Theo Lingen. Media Factory, Lingen (Ems) 2005, ISBN 3-9809898-3-6.
- zusammen mit Stefanie Dellemann: Sagenhaftes Emsland. Sutton, Erfurt 2009, ISBN 978-3-86680-510-1.
- Das alte Emsland. In Die Reihe Archivbilder. Sutton, Erfurt 2008, ISBN 978-3-86680-341-1.
- zusammen mit Richard Heskamp: Emsland. Ein Stück näher zur Natur. Edition Rasch und Röhring, Steinfurt 2009, ISBN 978-3-939172-51-2.
- zusammen mit Richard Heskamp: Lingen. Die schönsten Seiten. In Moment-Aufnahmen. Sutton, Erfurt 2011, ISBN 978-3-86680-689-4.
- zusammen mit Niklas Hertwig: Bauernhöfe in Nordwestdeutschland. Eine kulturhistorische Hofreise durch die Region Weser-Ems. Aschendorff, Münster 2011, ISBN 978-3-402-12911-1.
- Plattdeutsch im Münsterland – ein Epilog, in: Helmut Lensing/Christof Spannhoff/Bernd Robben (Hrsg.), Wat, de kann Platt? Selbstzeugnisse, Geschichten und Gedichte aus dem Münsterland und dem Osnabrücker Land, Meppen 2021, S. 187–190.